# 瓜拉馬卡爾國家公園
8°19′48″N 66°37′58″W / 8.33000°N 66.63278°W
瓜拉馬卡爾國家公園是委內瑞拉的國家公園，位於該國西北部，由拉臘州、波圖格薩州和特魯希略州負責管轄，面積215平方公里，始建於1988年5月25日，最高點海拔高度3,100米。